# Too Little Too Late
"Too Little Too Late" (em português:  Um Pouco Tarde Demais) é uma canção da cantora norte-americana JoJo, contida em seu segundo álbum de estúdio The High Road (2006). Foi escrita por Billy Steinberg, Josh Alexander e Ruth-Anne Cunningham, sendo produzida pelos dois primeiros e por Vincent Herbert. Foi lançada como o primeiro single do álbum em 24 de julho de 2006. Musicalmente, "Too Little Too Late" é uma balada derivada do pop e R&B sobre término de relacionamento, com letras sobre uma garota que se recusa a se reconciliar com seu ex-namorado, apesar de seus esforços para convencê-la. O tema sobre um relacionamento malsucedido atraiu comparações com o single de estreia de JoJo em 2004, "Leave (Get Out)".
Alexander começou a escrever a música sozinho antes de Steinberg e Cunningham se juntarem a ele para completá-la. Embora Cunningham sempre tenha imaginado que a música seria gravada por JoJo, os compositores consideraram oferecer "Too Little Too Late" ao girl group americano Pussycat Dolls. Depois de descobrir que a Blackground estava recrutando material novo para JoJo, a canção foi encaminhada à gravadora dois anos depois de ter sido escrita. A cantora decidiu gravar "Too Little Too Late" para expressar o quanto ela amadureceu desde o lançamento de seu álbum de estreia autointitulado em 2004, e selecionou pessoalmente a faixa para ser o primeiro single do material.
A música ganhou críticas positivas de vários críticos musicais, que elogiaram sua composição, temas maduros e a performance vocal de JoJo, e alguns críticos e publicações incluíram a música em suas listas das melhores músicas de término de relacionamento. Comercialmente, a música foi um sucesso internacional, alcançando o top seis em seis países. Nos Estados Unidos, "Too Little Too Late" quebrou o recorde de maior salto na Billboard Hot 100, indo da 66ª posição, para o terceiro lugar em uma semana, o recorde anteriormente era da cantora Mariah Carey, cujo single "Loverboy" de 2001, subiu da 60ª posição, para a segunda posição, em agosto de 2001. O recorde voltou a ser quebrado por Kelly Clarkson com o single "My Life Would Suck Without You", que saltou da 97ª posição para o primeiro lugar, em fevereiro de 2009. É até ao momento o single de maior sucesso comercial da carreira da JoJo.
Dirigido por Chris Robinson, o videoclipe da música tem como tema o futebol, inspirado tanto na apreciação de JoJo pelo esporte quanto em seu relacionamento com seu então namorado na época, o jogador profissional de futebol Freddy Adu. O jogador de futebol Mike Zaher, zagueiro júnior do UCLA Bruins na época, interpreta o namorado de JoJo no videoclipe, que também conta com a participação do resto do time de futebol.

## Composição e gravação
"Too Little Too Late" foi escrita pelos compositores Billy Steinberg e Josh Alexander, e pela cantora e compositora irlandesa Ruth-Anne Cunningham. Alexander começou a escrever "Too Little Too Late" sozinho antes de Steinberg se juntar a ele para completá-la, contribuindo principalmente com as letras e uma ponte para a música que Alexander já havia composto para os versos e o refrão da música. Steinberg identificou "Too Little Too Late" como uma das poucas músicas de sua carreira para a qual ele contribuiu somente depois que uma parte dela já havia sido escrita, com Alexander apresentando a música a ele depois que ele já havia concebido seu título, bem como algumas das letras e melodia da balada, admitindo que Steinberg essencialmente "o ajudou a terminar de escrever aquela música e aquela letra". Nascida na Irlanda, "Too Little Too Late" foi uma das primeiras músicas que Cunningham foi contratada para escrever profissionalmente depois de se mudar de Dublin para Los Angeles, Califórnia, aos 17 anos. O empresário de Cunningham na época, Eamonn Maguire, a apresentou a Steinberg algumas semanas depois que ela se mudou da Irlanda. Depois de ouvir Cunningham tocar uma de suas músicas originais, Steinberg a convidou para coescrever "Too Little Too Late", que eles concluíram com sucesso no dia seguinte durante uma sessão de composição com Alexander. Ao terminar a música, Cunningham sentiu que ela era a mais adequada para JoJo, mas os compositores não tinham os contatos e recursos necessários para encaminhá-la a ela na época.

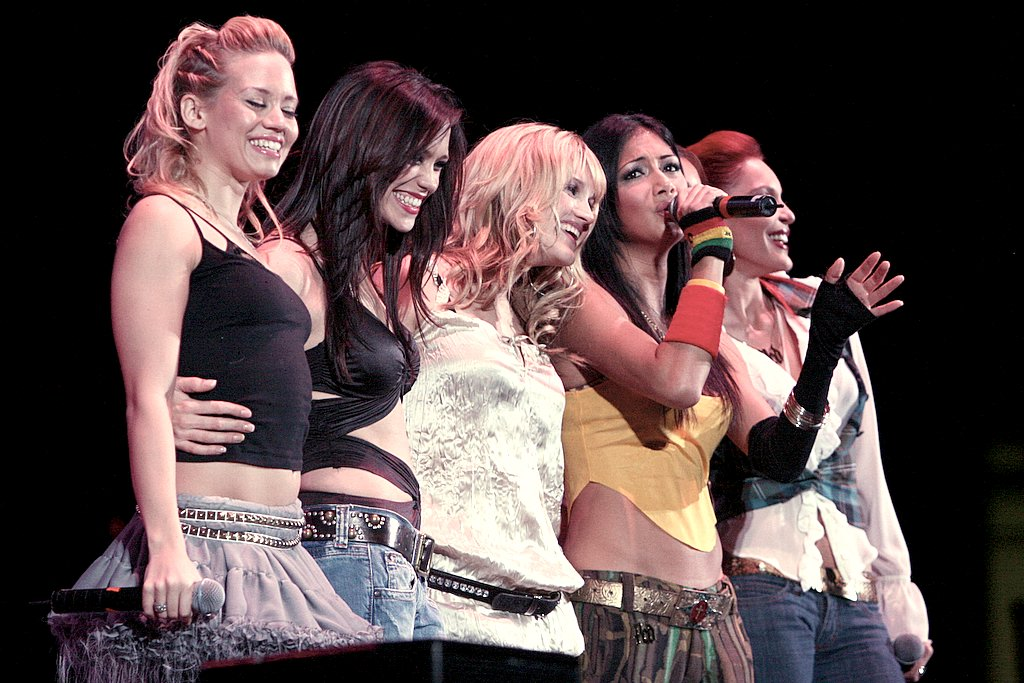
Durante os dois anos após ter sido escrita, os compositores consideraram oferecer "Too Little Too Late" ao girl group americano Pussycat Dolls (imagem).

"Too Little Too Late" é uma faixa mais voltada para o R&B do que os trabalhos anteriores de Steinberg e Alexander, que tendiam a ser mais voltados para o pop rock. Compor a música em um estilo mais urbano e contemporâneo foi uma decisão consciente dos compositores, após perceberem que as músicas de pop rock que haviam composto para artistas como FeFe Dobson e Veronicas não estavam sendo muito bem recebidas pelas rádios contemporâneas dos Estados Unidos. Steinberg explicou: "Gosto de compor em todos os estilos. Mas gosto particularmente de ouvir minhas músicas no rádio, e hoje em dia as rádios pop estão tocando muito mais música urbana... Então, há muito mais satisfação em compor uma música para uma artista como JoJo, que as rádios acolhem com entusiasmo."
Dois anos se passaram antes que a música fosse finalmente gravada, durante os quais os compositores consideraram dá-la ao girl group Pussycat Dolls. Ao descobrir que Bruce Carbone, vice-presidente executivo de A&R da Universal Records, estava interessado em obter novo material para o segundo álbum de estúdio de JoJo, que seria lançado em breve, Steinberg enviou uma gravação demo de "Too Little Too Late" para Carbone, que imediatamente expressou o quanto gostou da música. Steinberg e Alexander foram então apresentados ao produtor musical Vince Herbert, fundador da gravadora Da Family, que convidou os compositores para coproduzir a música ao lado dele. A gravadora Blackground então levou Steinberg e Alexander para Nova Iorque, onde começaram a produzir a faixa antes de gravar os vocais de JoJo em setembro de 2005.
"Too Little Too Late" foi uma das primeiras músicas do álbum que Herbert tocou para JoJo. A cantora afirmou que queria gravar a música assim que a ouviu pela primeira vez, acrescentando: "Quando minha equipe ouviu a música, eles sabiam que eu poderia atingir o ponto ideal, musicalmente e em termos de tema". De acordo com à revista Vibe, o sentimento geral mais maduro e pessoal do álbum a levou a gravar a música, tendo vivenciado seu primeiro amor e sua primeira decepção amorosa desde o lançamento de seu álbum de estreia autointitulado em 2004. A canção foi gravada nos estúdios Cryptic em Los Angeles, e no Sony Music em Nova Iorque. Mais tarde, os compositoras retornaram ao estúdio para coescrever uma segunda música para o álbum com a própria JoJo, intitulada "How to Touch a Girl". Em relação ao seu estilo musical, JoJo descreveu Steinberg como um "escritor e produtor clássico".

## Lançamento
JoJo afirmou que sabia que queria que a música fosse o primeiro single do álbum desde o momento em que a gravou, e em abril de 2006, ela anunciou uma data de lançamento pendente para agosto ou setembro de 2006. "Too Little Too Late" foi finalmente lançado como o primeiro single de The High Road em 15 de agosto de 2006, através dos selos Da Family/Blackground/Universal. "Get It Poppin'" foi lançada como lado B do single. Um CD single foi lançado na Europa, incluindo uma versão instrumental, dois remixes produzidos pela Full Phatt e o videoclipe.
Um remix da música está disponível no videogame de dança Dance Dance Revolution Hottest Party. Uma versão em espanhol da música foi lançada em algumas edições não americanas de The High Road.

## Videoclipe
O clipe foi dirigido por Chris Robinson e filmado entre 10-12 Junho 2006. JoJo escolheu o tema de futebol, por estar namorando o jogador Freddy Aduele na época, e também por ter sido gravado durante a Copa do Mundo 2006. O jogador de futebol Mike Zaher participa do clipe como namorado da cantora. As cenas de futebol foram filmadas no estádio de futebol do East Los Angeles College, enquanto as outras cenas foram divididas entre a Universal Studios e uma casa localizada em Hollywood, Califórnia. O clipe estreou na MTV e no canal BET no outono de 2006. Em outubro de 2006, o clipe ficou em primeiro lugar no iTunes, Yahoo e AOL.

## Apresentações ao vivo
A primeira apresentação do single foi durante o Miss Teen Estados Unidos 2006, que foi ao ar em 15 de agosto de 2006. Em 17 de outubro de 2006, a cantora se apresentou ao vivo no The Today Show e TRL, ainda participou do Live with Regis e Kelly (18 de outubro), The Tonight Show com Jay Leno (20 de outubro), The Ellen DeGeneres Show (outubro 25), The View (7 de novembro) e assim foi seguindo por uma série de performances na televisão para promover tanto o single, quanto o álbum The High Road, entre os meses de outubro e novembro daquele ano.

## Faixas e formatos
- CD single britânico e australiano

1. "Too Little Too Late" (versão do álbum) – 3:39
2. "Get It Poppin'" – 3:41

- CD single alemão

1. "Too Little Too Late" – 3:47
2. "Too Little Too Late" (Full Phatt remix) (part. Tah Mac) – 4:24
3. "Too Little Too Late" (Full Phatt remix – 3:53
4. "Too Little Too Late" (instrumental) – 3:47
5. "Too Little Too Late" (videoclipe) – 4:04

## Equipe e colaboradores
Créditos adaptados das notas do encarte de The High Road.
Pessoal
- JoJo — vocais de fundo, vocal principal, arranjos vocais
- Josh Alexander — compositor, produtor, gravação
- Billy Steinberg — compositor, produtor
- Ruth-Anne Cunningham — compositora
- Vincent Herbert — produtor
- Paul Foley — gravação
- Katia Lewin — assistência de engenharia
- Gene Grimaldi — masterização
- Dave Russell — mixagem

## Desempenho nas tabelas musicais
| País — Tabela musical (2006)              | Melhor posição |
| ----------------------------------------- | -------------- |
| Alemanha (Official German Charts)         | 30             |
| Austrália (ARIA)                          | 10             |
| Austrália Urban (ARIA)                    | 5              |
| Áustria (Ö3 Austria Top 40)               | 40             |
| Bélgica (Ultratop 50 de Flandres)         | 44             |
| Brasil (Top 100 Brasil)                   | 1              |
| Canadá (CHR/Top 40)                       | 4              |
| Canadá (Digital Songs)                    | 3              |
| Canadá (Hot AC)                           | 11             |
| Chéquia (IFPI Česká Republika)            | 66             |
| Dinamarca (Tracklisten)                   | 11             |
| Escócia (OCC)                             | 4              |
| Estados Unidos (Billboard Hot 100)        | 3              |
| Estados Unidos (Adult Contemporary)       | 28             |
| Estados Unidos (Pop Songs)                | 2              |
| Estados Unidos (Adult Pop Songs)          | 12             |
| Estados Unidos (Pop 100)                  | 2              |
| Hungria Rádiós 40                         | 25             |
| Itália FIMI                               | 11             |
| Irlanda Singles Chart                     | 2              |
| Polónia Top 200                           | 1              |
| Portugal Top 50                           | 5              |
| Reino Unido Singles Chart                 | 4              |
| Reino Unido R&B Chart                     | 1              |
| Roménia Top 100                           | 20             |
| Rússia Airplay Top Hit 100                | 7              |
| Suécia Official Charts                    | 18             |
| Suíça Hitparade                           | 53             |
| União Europeia (European Hot 100 Singles) | 10             |

| País — Tabela musical (2006)     | Posição |
| -------------------------------- | ------- |
| Estados Unidos Billboard Hot 100 | 72      |
| Estados Unidos Billboard Pop 100 | 41      |
| Tabela musical (2007)            | Posição |
| Austrália Singles Chart          | 82      |
| Estados Unidos Billboard Pop 100 | 80      |
| Reino Unido Singles Chart        | 45      |

| Região | Certificação | Vendas     |
| --- | ------------ | ---------- |
| Austrália (ARIA) | Ouro         | 35 000^    |
| Brasil (PMB) | Ouro         | 30 000‡    |
| Dinamarca (IFPI Dinamarca) | Ouro         | 4 000^     |
| Estados Unidos (RIAA) | Platina      | 1 000 000‡ |
| Nova Zelândia (RMNZ) | Platina      | 30 000‡    |
| Reino Unido (BPI) | Platina      | 600 000‡   |
| *números de vendas baseados somente na certificação ^distribuições baseadas apenas na certificação ‡vendas+valores de streaming baseados somente na certificação |              |            |